# Garciaz
Garciaz ist ein südwestspanisches Dorf und eine Gemeinde (municipio) mit 664 Einwohnern (Stand: 2024) in der Provinz Cáceres (Extremadura). 

## Lage und Klima
Garciaz liegt im Süden der Provinz Cáceres in einer Höhe von knapp 650 m. Die Entfernung zur Hauptstadt Cáceres beträgt 69 km (Fahrtstrecke) in westlicher Richtung. Das Klima ist meist warm und trocken; der eher spärliche Regen (ca. 627 mm/Jahr) fällt hauptsächlich im Winterhalbjahr.

## Bevölkerungsentwicklung
| Jahr      | 1970 | 1981 | 1991 | 2001 | 2011 | 2021 |
| Einwohner | 1751 | 1226 | 1099 | 982  | 815  | 699  |

## Sehenswürdigkeiten
- Festung von Valdeagudo
- Jakobuskirche
- Caritaskapelle
- Kapelle der Unbefleckten Empfängnis
- Märtyrerkapelle

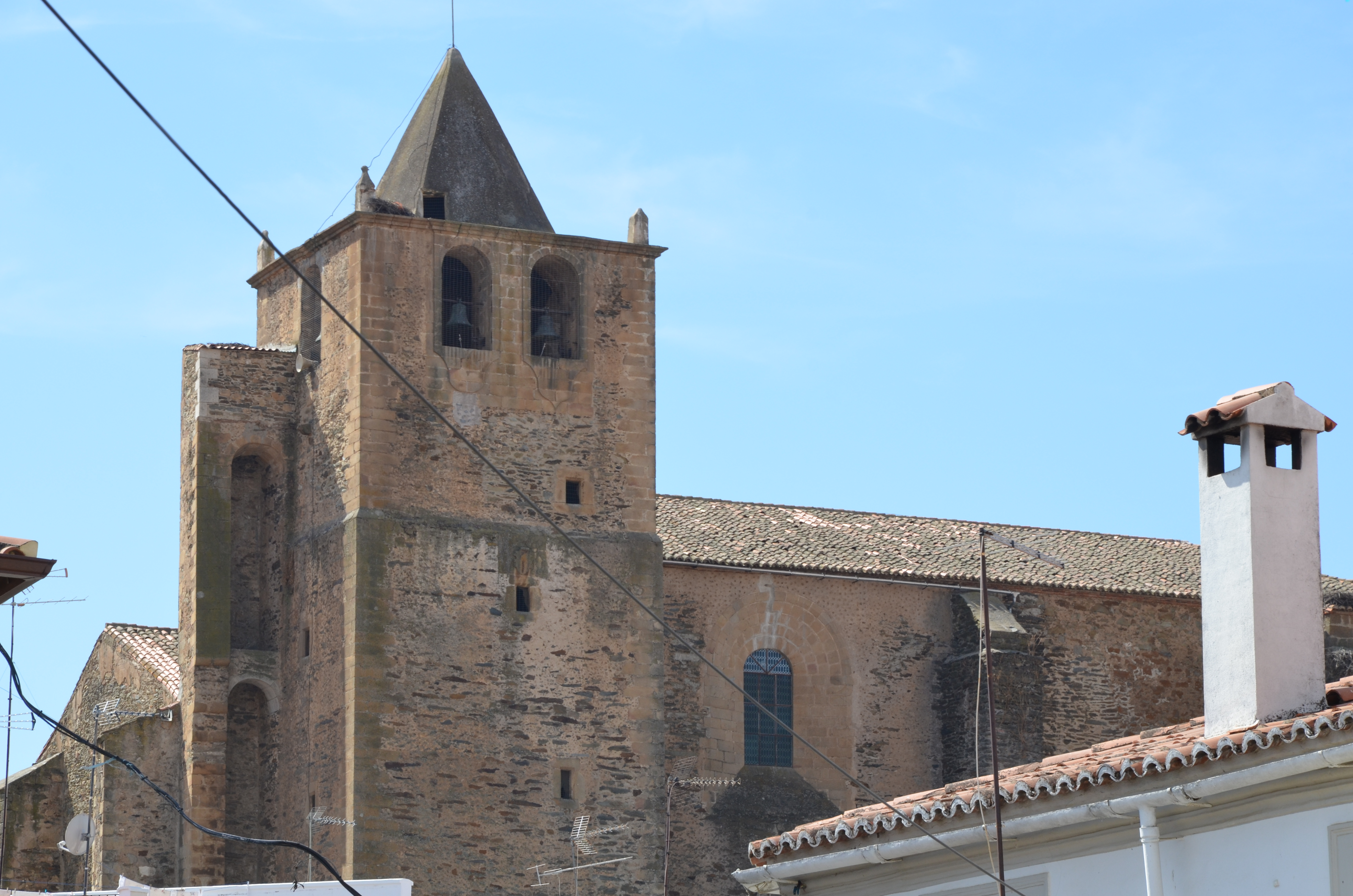
Jakobuskirche
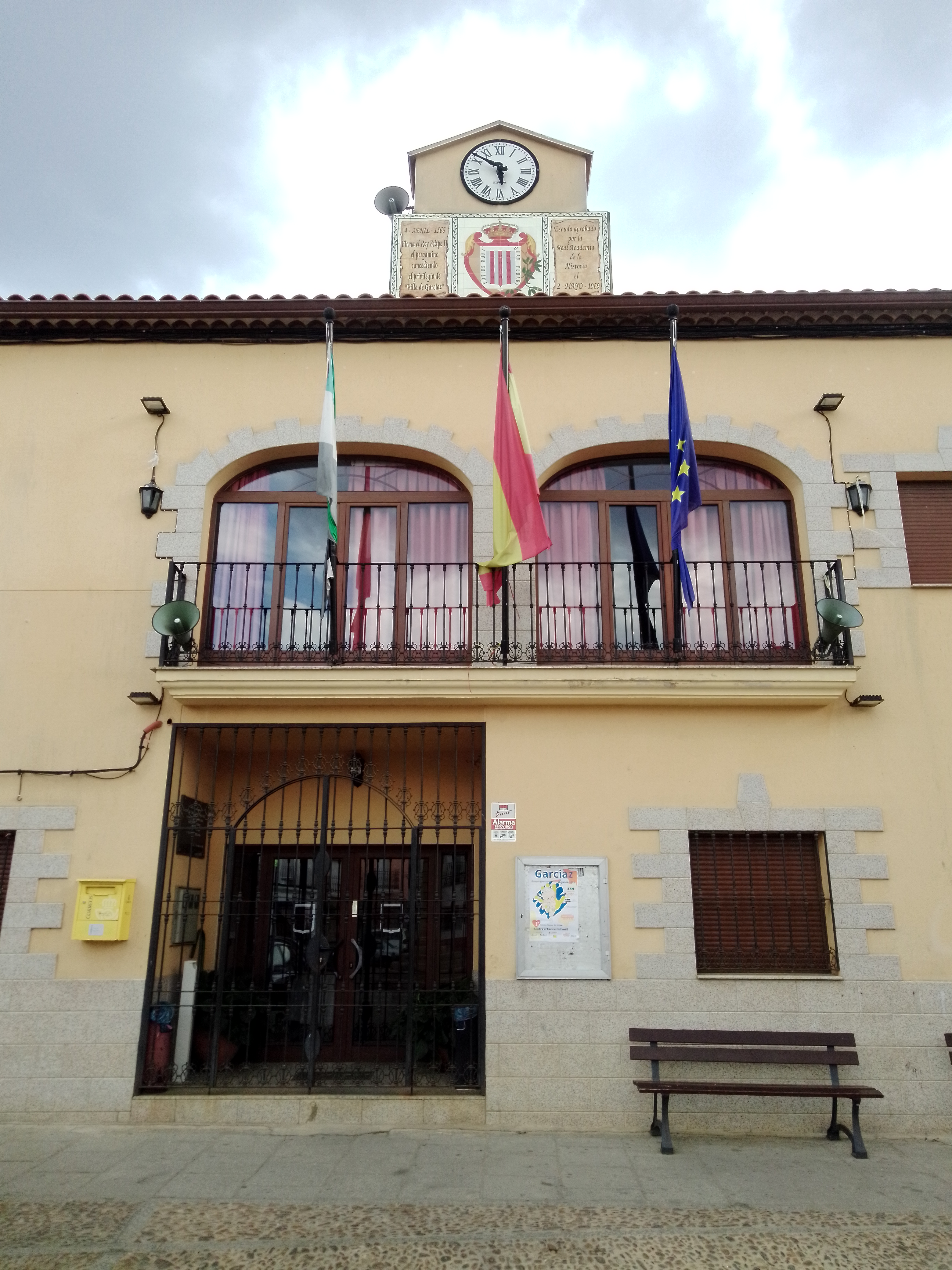
Rathaus